# Enrique Romero Jiménez

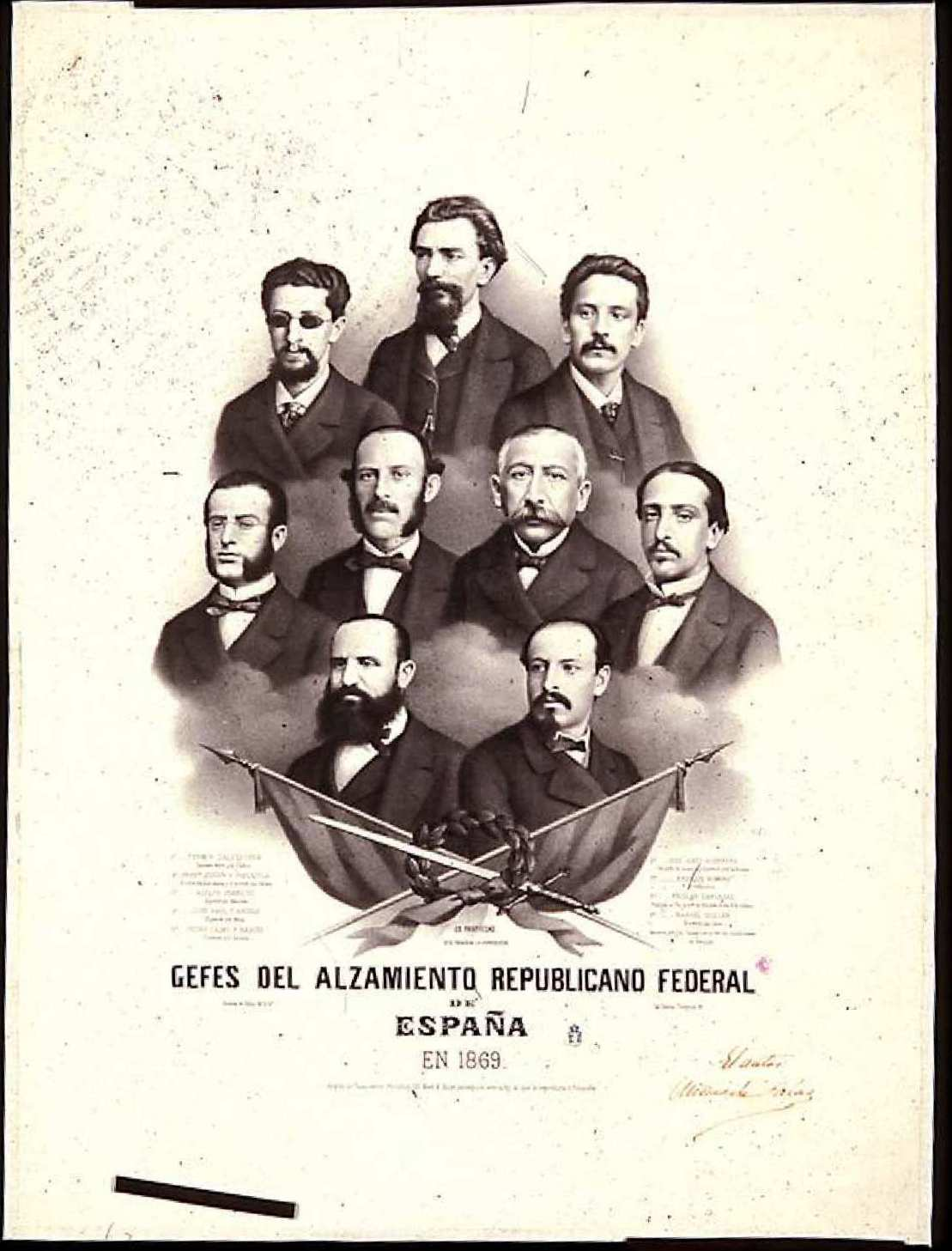
«Gefes (sic) del alzamiento republicano federal de España en 1869», litografía de Andrés de Salas. En la fila central y en los extremos, a la derecha Enrique Romero y a la izquierda su matador, José Paúl y Angulo. Completan el cuadro Fermín Salvochea, Francisco Suñer y Capdevila, Adolfo Joarizti, Pedro Caymó y Bascós, José Antonio Guerrero y Ludeña, Froilán Carvajal y Rafael Guillén Martínez. Biblioteca Nacional de España.

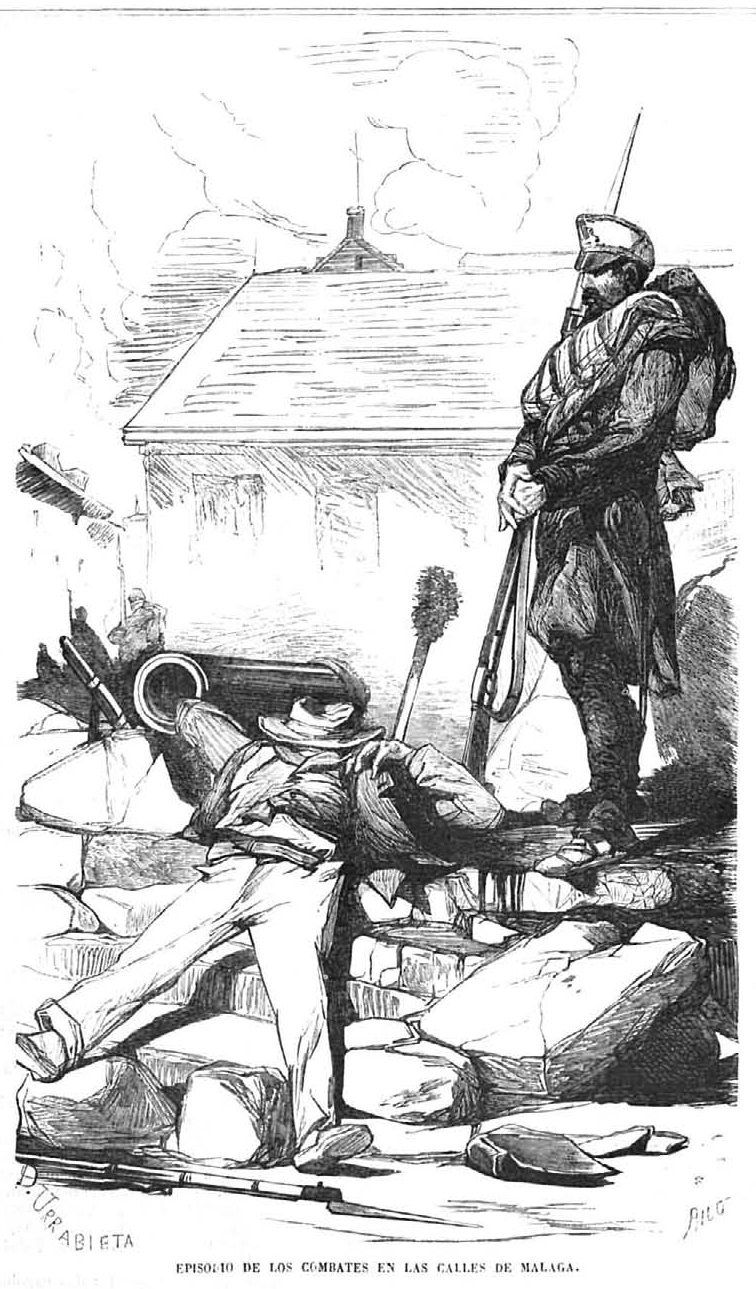
Episodio de los combates en las calles de Málaga, grabado de Bernardo Rico por dibujo de Daniel Urrabieta, El Museo Universal, 7 de febrero de 1869, año XIII, n.º 6. El 31 de diciembre de 1868, cuando se discutía el abandono de las barricadas, Romero dirigió a los milicianos nacionales de Málaga una proclama que encabezaba: «Vivir sin honra es la vida de la afrenta. Morir con gloria es la muerte de los héroes. Habemos puesto en armas una ciudad que siempre ha sido la primera en el peligro de todas las libertades, para retirarnos en derrota sin demostrar por lo menos que hay valor en nuestros pechos?».

Enrique Romero Jiménez (Málaga, 1840-Montevideo, 1880) fue un sacerdote católico español, miembro del Partido Republicano Democrático Federal. Emigrado a Argentina en 1872, abandonó el sacerdocio y fundó en Buenos Aires el diario El Correo Español, la Caja de Reimpatriación y el Hospital Español. Murió el 22 de agosto de 1880 a las cinco de la mañana en Montevideo a consecuencia de la herida de bala que recibió en el pecho algunos días antes en duelo con José Paúl y Angulo, antiguo correligionario.

## Biografía
Romero comenzó a ser conocido públicamente por los sermones que predicaba en la iglesia de Nuestra Señora del Carmen de Málaga el 11 de diciembre de cada año, desde 1863, con motivo de la fiesta cívico-religiosa que los liberales malagueños organizaban en homenaje a José María Torrijos y sus compañeros, fusilados en las playas de Málaga ese mismo día de 1831. En agosto de 1867 se trasladó a Cádiz para dirigir el Colegio de San Carlos Borromeo, centro de estudios destinado a hijos de familias acomodadas donde se les preparaba para ingresar en la armada o para seguir la carrera militar. El mismo año publicó su primera obra teatral, dedicada a Maximiliano I de México: El mártir de la traición o El emperador Maximiliano. Miembro del partido demócrata, contribuyó al éxito de la Gloriosa y en octubre asistió a las jornadas de refundación que su partido organizó en el Circo Price de Madrid, iniciando con un «¡Viva la república!» su intervención, en la que se proclamó «último obrero de la redención popular». A finales de mes fue nombrado canónigo de la catedral de Tudela, prebenda de la que no llegó a tomar posesión. En su lugar retornó a Málaga donde —contra el criterio de Romualdo Lafuente, comandante del batallón de nacionales Cazadores de la Libertad y jefe de la milicia popular, que estaba convencido de la inutilidad de la resistencia— llamó a la lucha, poniéndose del lado de los milicianos, escasos en número, decididos a defender las barricadas levantadas el 30 de diciembre para hacer frente a las tropas de Caballero de Rodas, a las que el Gobierno había dado orden de desarmar a las milicias populares. El fracaso del intento –con el coste de sesenta muertos– provocó su huida a Gibraltar y un consejo de guerra que lo condenó a muerte el 11 de febrero de 1869, aunque se benefició de la amnistía de mayo de ese mismo año.
Se alzó de nuevo en el levantamiento republicano federal de octubre de 1869. En esta ocasión entró en la villa de Benaoján en la que hizo llamamientos a la rebelión y proclamó la república. Levantó una partida con la que anduvo por la sierra de las Nieves y no pudiendo unirse a la columna malagueña mandada por el también sacerdote Esteban de Rivas, acabó incorporando sus fuerzas a las de Fermín Salvochea y José Paúl y Angulo en la serranía de Ronda, en retirada desde el día 7. Los tres pudieron alcanzar Gibraltar, de donde Romero pasó a Lisboa y de allí, con Salvochea, a Ginebra, donde escribió una vindicación justificando el destino dado a los 708 escudos recaudados por las partidas, de los que únicamente le quedaban 14 al llegar a Gibraltar, y ofreciéndose en tono mesiánico al sacrificio por los «derechos del hombre». También hizo pública una Carta del presbítero Romero a Emilio Castelar, en la que exponía su ideal republicano cristiano y se manifestaba en sintonía con Castelar y su propuesta federal unitaria y no confederal. Condenado en rebeldía a más de cuatro años de prisión, se benefició de una nueva amnistía en agosto de 1870, pudiendo regresar a Málaga. Procesado por algunos de sus artículos en La Tribuna de Málaga, el 11 de junio de 1871 fue arrestado en Barcelona, al salir de una reunión de la Asociación Librepensadora. Al ser puesto en libertad, escapó a Burdeos para evitar una nueva detención y en mayo de 1872 se encontraba ya en Buenos Aires.
En Argentina se hizo socio del Casino Español y logró que sus asociados le financiasen la imprenta con la que puso en marcha el diario El Correo Español, el de más larga vida de la emigración, cuyo primer número salió el 29 de julio de 1872. Desde él hizo política a favor de Bartolomé Mitre y, por su apoyo a la revolución de septiembre de 1874, se vio obligado a escapar a Montevideo en tanto El Correo Español era temporalmente clausurado. Retornó en enero de 1875 y pasó cuarenta y dos días arrestado. El 28 de febrero, a los cuatro días de ser amnistiado, una manifestación en Buenos Aires para protestar contra la decisión del arzobispo León Federico Aneiros de devolver a los jesuitas la iglesia de San Ignacio, concluyó con el saqueo e incendio del colegio del Salvador de los jesuitas. Romero, que tras su llegada a Argentina había ingresado en la masonería y había sido muy crítico con la candidatura al senado del arzobispo, fue acusado de encabezar la protesta. Desde Montevideo, a donde había escapado de nuevo, negó su participación en los hechos y cuando se aclaró que no era él quien en la manifestación portaba una bandera española pudo volver a Buenos Aires, quedando libre de cargos tras una corta estancia en prisión. En su ausencia se hizo cargo de la dirección del Correo Antonio Aguayo, otro cura revolucionario con el que pronto se iba a enemistar. En noviembre de 1875 y abril de 1876 tuvo nuevos choques con la justicia por sus escritos como director de El Correo Español, que también sufrió alguna clausura. En 1877 se inauguró el Hospital Español, una de las varias iniciativas de carácter asociativo y mutualista en favor de la colonia española en las que tuvo participación. Dos años más tarde viajó de incógnito a España para contraer matrimonio en Gibraltar con Eloísa González, poetisa ciega de nacimiento e hija de un guardia civil.
A comienzos de 1880 llegó a Buenos Aires José Paúl y Angulo. En junio lanzó La España Moderna, diario con el que se proponía competir con el de Romero en la defensa de los intereses de la colonia española. El 11 de agosto se encontraron Paúl y Romero en el Centro Gallego, en una reunión convocada para recaudar fondos contra el hambre, en la que Romero fue elegido miembro de la junta encargada de ello. Discutieron por un suelto publicado en El Correo Español y Paúl y Angulo hizo gesto de escupirle, siendo preciso que quienes los acompañaban les impidiesen hacer uso de sus armas allí mismo. Dos días después, el 13 de agosto, se batieron en duelo a pistola en las afueras de Montevideo. Del segundo disparo de Paúl y Angulo resultó Romero gravemente herido en el pecho. Hospitalizado, falleció el día 22 por la mañana. Cuatro días antes en Buenos Aires había nacido su hija, a la que no llegó a conocer.
Paúl y Angulo fue tachado de asesino por amplios sectores de la comunidad española y los romeristas comenzaron a hacerlo también responsable del asesinato de Prim. No resistiendo la presión, cuatro meses después publicó en El Nacional un artículo con el título «No puedo más» y salió de Buenos Aires.